# Lijst van termen onder motorrijders D-E-F
Deze lijst bevat termen die onder motorrijders worden gebruikt en beginnen met de letter D, E of F. Soms zijn dit bestaande woorden die in de "motortaal" een andere betekenis krijgen. Zie voor andere begrippen en lijsten onderaan de pagina.

## D

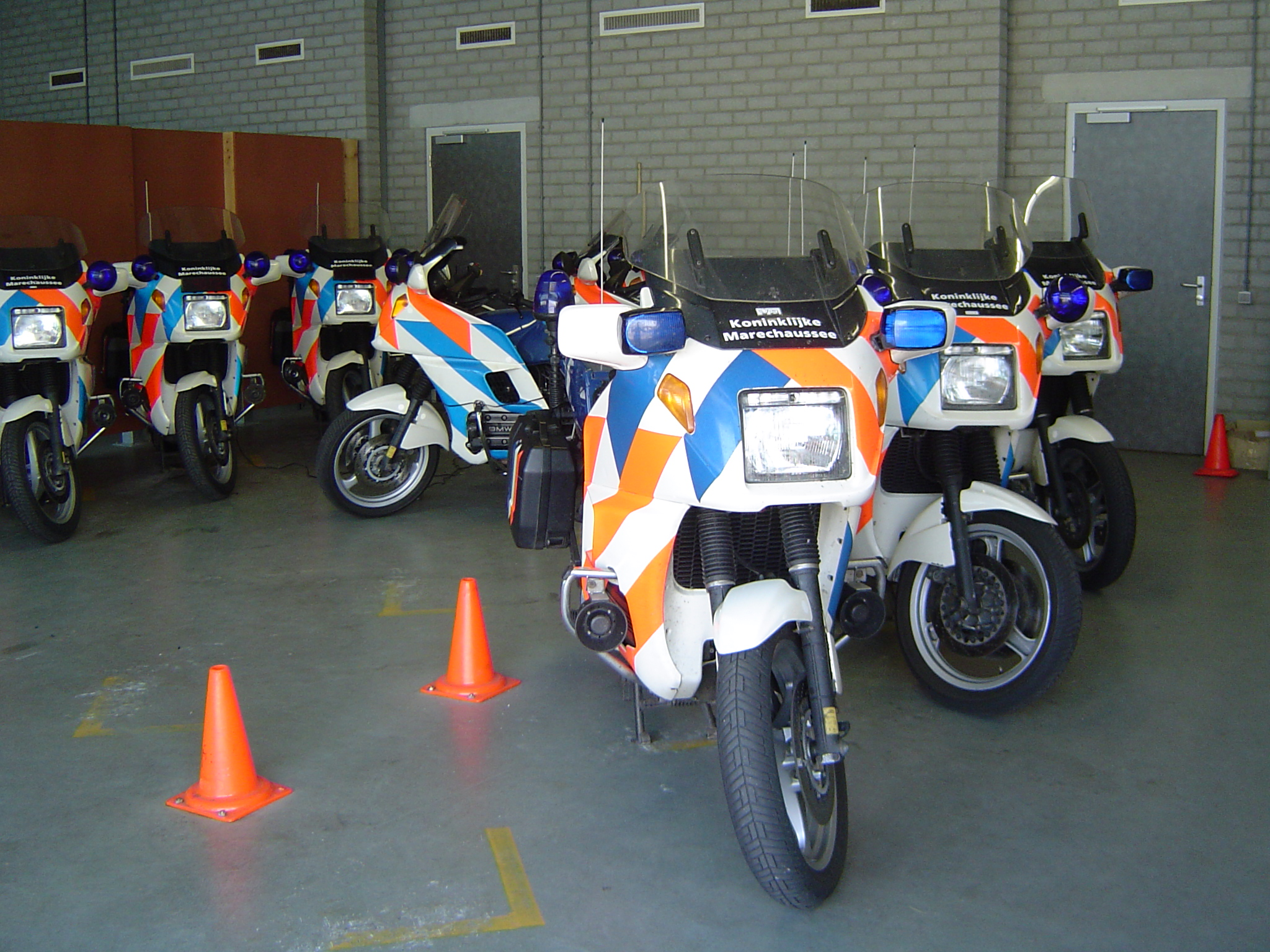
Dienstfietsen

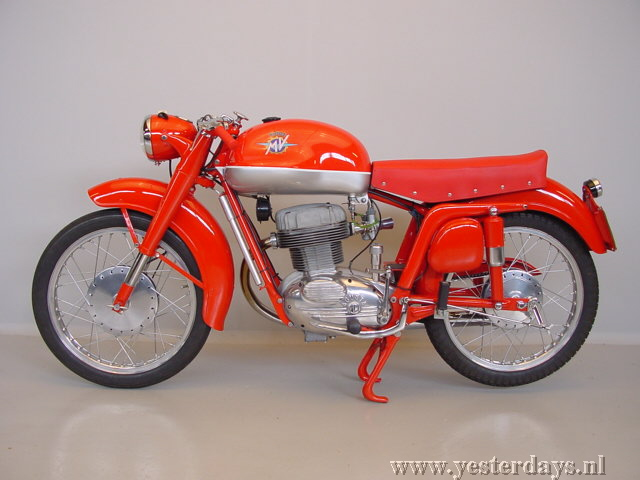
Disco Volante

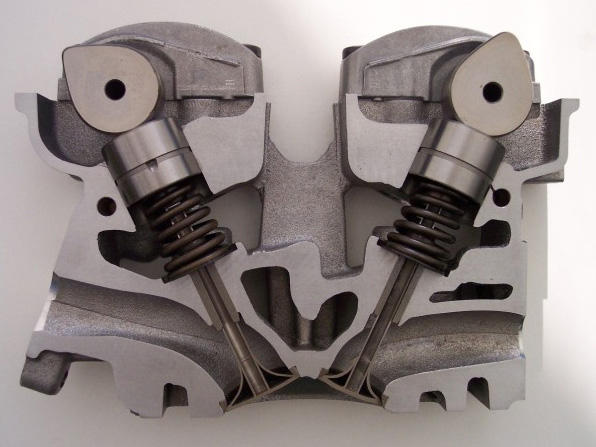
Double knocker

Dai-Chan
Afkorting/bijnaam van wegracecoureur Daijiro Katoh.
Dangerous Dan
Bijnaam van de zijspancrosser Daniël Willemsen.
Das Große Wunder
In 1927 en 1928 gebruikte naam van DKW, toen eigenaar Rasmussen een proces verloor van DeKaWe (Deutsche Kabel Werke) over het gebruik van de naam. Toen DeKaWe geïnteresseerd raakte in de levering van banden aan DKW kwam er een schikking, waardoor DKW haar naam kon behouden.
Das Kleine Wunder
Bijnaam voor DKW. De fabriek gebruikte de naam in advertenties voor de 118cc-hulpmotor die door Hugo Ruppe was ontwikkeld.
Das Krankenhaus Wartet
Duitse spotnaam voor DKW.
Dat Kreng Weigert
Nederlandse spotnaam voor DKW.
Dat Lor
Spotnaam voor het Franse merk Dollar
Decibo
zie Bobo
Des Knaben Wunsch
Bijnaam voor DKW (Dampf Kraft Wagen). De naam werd officieel door de fabriek gegeven aan de lichte motortjes (18 tot 23 cc) die voor rollend kinderspeelgoed werden gemaakt.
Designed to leak oil
(Ontworpen om olie te lekken) Gezegde met betrekking tot Engelse motoren, die vrijwel zonder uitzondering bekendstonden om hun permanente olielekkage.
Devil's Highway
Bijnaam voor de Amerikaanse route 666. De drie zessen vormen een duivels getal.
Dienstfiets
Motorfiets die voor het werk wordt gebruikt, meestal van rijkswege verstrekt, dus een politie- of legermotor.
Dijkje flatsen
Hard over de dijk rijden.
Disco Volante
(Vliegende schotel). Bijnaam van de MV Agusta 175 CSS (1950) vanwege de vreemd gevormde tank.
Do a Decoster
Aanduiding van Amerikaanse crossers voor de spectaculaire sprongen die ze leerden van foto's en films van Roger Decoster (Mr. Motocross).
Dobbelrit
Motorrit waarbij de route wordt bepaald door te dobbelen. Zes posten hebben elk een nummer, en steeds moet worden gedobbeld om te bepalen naar welke post de rit gaat. Bij elke post moet een opdracht worden uitgevoerd, waarmee dan weer punten te verdienen zijn.
Doctor Big
Toen Suzuki zijn DR 750 S eencilinder DR Big noemde, verbasterde de naam bijna vanzelf tot doctor Big.
Doctor
zie Rossifumi
Dodenseconde
De eerste seconde groen licht van een verkeerslicht. Omdat motorrijders nogal snel optrekken zijn zij de eersten die geconfronteerd worden met "rood licht"-rijders.
Dog bone
Stuurverhoger in de vorm van een hondekluif, uit het begin van de jaren veertig. Oorspronkelijk bedoeld voor Springer voorvorken, later ook voor telescoopvorken. Zie ook Riserset.
Dog
Luie, trage motorfiets.
Dollar Bike
Motorfiets van een Dollar Biker.
Dollar Biker
zie RUB, Ruby.
Don Paco
Bijnaam van de oprichter van het merk Bultaco, Francisco Bultó.
Donorbike
Motorfiets die alleen bestaansrecht heeft als leverancier van onderdelen. Sommige eigenaren van klassieke motorfietsen hebben er daarom twee. Eén wordt gekannibaliseerd.
Donorcycle
Woordspeling op motorcycle. In Amerika, waar het dragen van een helm niet overal verplicht is, zijn motorrijders hofleveranciers van donororganen. Immers, bij dood door hersenletsel zijn de meeste andere organen intact. Men zegt ook wel murdercycle.
Don't Open Throttle
Spotnaam voor het motorfietsmerk DOT.
Don't Order Two
Spotnaam voor het motorfietsmerk DOT.
Donutting
zie Doughnutting
Doorblazen
Het gashendel van de motorfiets vol open draaien naar een zo hoog mogelijke snelheid zodat de carburateur en het uitlaatsysteem schoon "geblazen" worden. Een wijdverbreide misvatting onder motorrijders is dat dit tot betere prestaties zou leiden.
Doorrijder
Iemand die zomer en winter motor rijdt, in tegenstelling tot de mooi weer rijder.
Doorstapmodel
zie Damesmotorfiets
Double knocker
Motor met twee bovenliggende nokkenassen. Zie ook DOHC.
Doughnutting
Het maken van cirkels (doughnuts) op de weg met de achterband door de motor met ingeknepen voorrem op de plaats te laten draaien.
Dr. Joe
Bijnaam van de - oorspronkelijk Oostenrijkse - constructeur Dr. Joseph Erlich, bekend van het merk EMC.
Dr. John
Dr. John Wittner was een Amerikaanse tandarts die in zijn jonge jaren Moto Guzzi-dealer was. Toen Moto Guzzi in de jaren zeventig de ontwikkeling van de V-twins ernstig verwaarloosde (ten gunste van de viercilinders), wist Wittner met Guzzi's goede resultaten te behalen in de Endurance- en BotT-races. Na de flop met de viercilinders had Moto Guzzi zijn kennis hard nodig om de machines weer op peil te krijgen. De sportieve Moto Guzzi-modellen dragen duidelijke kenmerken van Wittners werk en worden dan ook Dr. John Moto Guzzi genoemd.

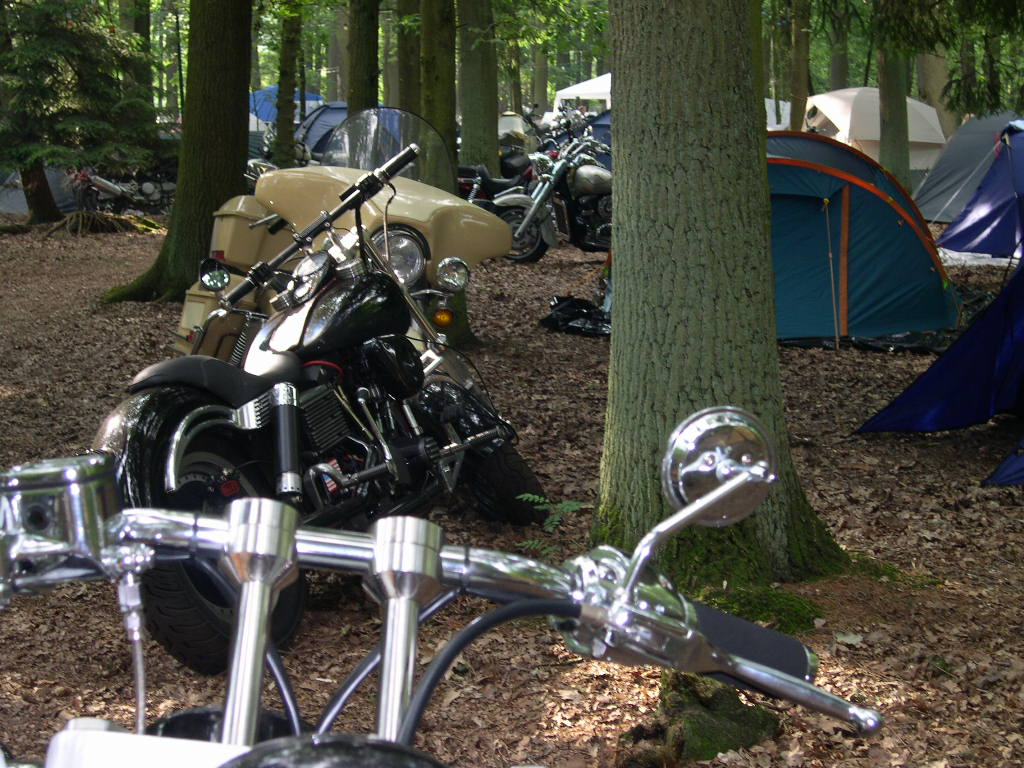
Drag bars en risers

Drag bar
Vlak stuur, gebruikt in dragrace en motorsprint. Drag bars worden met risers ook op choppers gebruikt. Ook wel flat bar of flat handle genoemd.
Drag pipes
Open uitlaten die veelal op customs worden toegepast. Oorspronkelijk alleen gebruikt bij dragrace en sprint.
Dresser
Overdadig opgetuigde motorfiets, bij voorkeur Harley. Ook Garbage wagon, junk wagon of kerstboom genoemd.
Dresser bar
Harley-Davidson stuur dat op een kleerhanger lijkt.
Dresser light show
Parade tijdens de Daytona Beach Bike Week van dressers met verschrikkelijk veel lampjes.
Driewieler
Zijspancombinatie.
Dual Sport
Engelse benaming voor offroad.
Dubbele D
Helmsluiting bestaande uit twee D-vorminge ringen waartussen het sluitkoord wordt vastgezet. Hoewel de snelsluiting lange tijd standaard was omdat hij werd gedacht veiliger te zijn, is de dubbele D sluiting inmiddels weer standaard bij veel helmfabrikanten. Ook wel Wurgsluiting genoemd.
Dubbelnokker
zie Double knocker
Duc
Bijnaam voor Ducati. Spreek uit: Duuk.
Duck
Amerikaanse bijnaam voor Ducati.
Ducktail
Spatbord waarvan het achterdeel licht omhoog loopt. Vroeger vaak toegepast bij choppers, maar ook de Yamaha XVS 650 Drag Star had een onvervalste eendenstaart.
Duggie
Bijnaam voor motorfietsen van het merk Douglas.
Duivenplatje
Amsterdamse bijnaam voor een op de Harley-Davidson WLA modellen gebruikte bagagedrager.
Dunstallize
Het ombouwen van een motor naar het voorbeeld of met materiaal van Dunstall.
Duo peg lowerers
Accessoire om de duo-voetsteunen te verlagen om een meer comfortabele zit te verkrijgen.
Duo seat
Tweepersoons zadel, ook wel Flapperbracket genoemd. Zie ook Buddyseat.
Dustbin
Bijnaam voor de stroomlijnkuip van de NSU Sportmax, Rennmax en Rennfox wegracers uit de jaren vijftig, die geheel uit aluminium geklopt was.
Duwer
Term uit de Endurance. Coureurs bij een lange-afstandsrace waarvan de motor is stilgevallen proberen duwend de pits te bereiken. Vooral tijdens de nachtelijke uren vormen zij soms een gevaarlijk obstakel op de baan, ondanks het feit dat er een Baco met een waarschuwingsbord of ('s nachts) een oranje lamp mee loopt. Op sommige circuits zijn speciale "duwpaden" naast de baan aangelegd. Sommige coureurs staan bekender om hun prestatie als duwer dan om hun rijkwaliteiten.
Dweil
Motor met slechte wegligging. Ook wel kameel genoemd. Bekende dweilen zijn o.a. de Honda CBX 1000 en de eerste Honda GoldWings.
Dubbelblokker
Sprintmotor met twee motorblokken. Ook in de heuvelklim worden dubbelblokkers ingezet.

## E
Een op een motorfiets
zie One bike
Eagle Iron
officiële naam van accessoires van Harley-Davidson zelf, meer ter verfraaiing dan om de motoren op te voeren. Officiële opvoersets heten Screamin' Eagle.
Eighty six
iemand uit de groep zetten. De Amerikaanse Hells Angels hadden rond 1965 85 (eighty five) leden. Mogelijk stamt de uitdrukking uit die tijd. De 86e viel buiten de groep.
Einddemper
Achterste deel van het uitlaatsysteem waarin zich de geluiddemper bevindt.
Elefantentreffen
Bekend winter-motortreffen in het laatste weekend van februari, oorspronkelijk in 1956 door Ernst Leverkus georganiseerd op de Solitudering. Leverkus verscheen op zijn Zündapp KS 601 zijspancombinatie, die Grüne Elefant werd genoemd. Later verplaatste men het treffen naar de Nürburgring, maar na de nodige rellen en vandalisme week men vanaf 1978 uit naar de Salzburgring. Nadat het treffen in 1988 niet door ging, vindt het sinds 1989 plaats in het Beierse Thurmansbang-Solla.
Emmer
Aanduiding voor een grote cilinder.
Engelse bochtentechniek
zie Afschuinen.
English Cannonball
bijnaam van de Britse coureur Harry Martin, die helemaal in het begin van de twintigste eeuw veel wedstrijden won.
Ennio, Little Ennio
Bijnaam van Eugenio Lazzarini (wegracecoureur).
Eurostyling
Dit is een in 1978 door Honda geïntroduceerde modellenlijn, die moest beantwoorden aan de Europese smaak. Volgens Jos Schurgers (ontwerper van de Van Veen OCR 1000) was het model van de Honda CB 250/400 N en de Bol d'Ors gewoon gestolen.
Evo
Zie Blockhead
Evo Head
Zie Blockhead
Extazy
Bijnaam voor de Yamaha XTZ-modellen.
Ezeltje
Koosnaam voor de eerste FN-motorfiets, de 133 cc 1,25 pk uit 1901, omdat de motor zo hoog gebouwd was.

## F

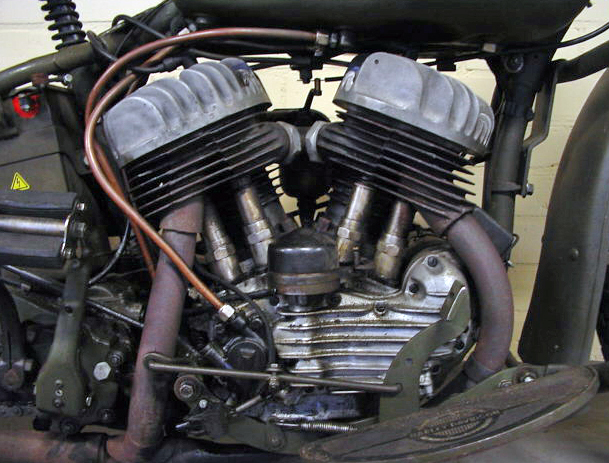
Flathead (Harley-Davidson WLA (Liberator) uit 1940)

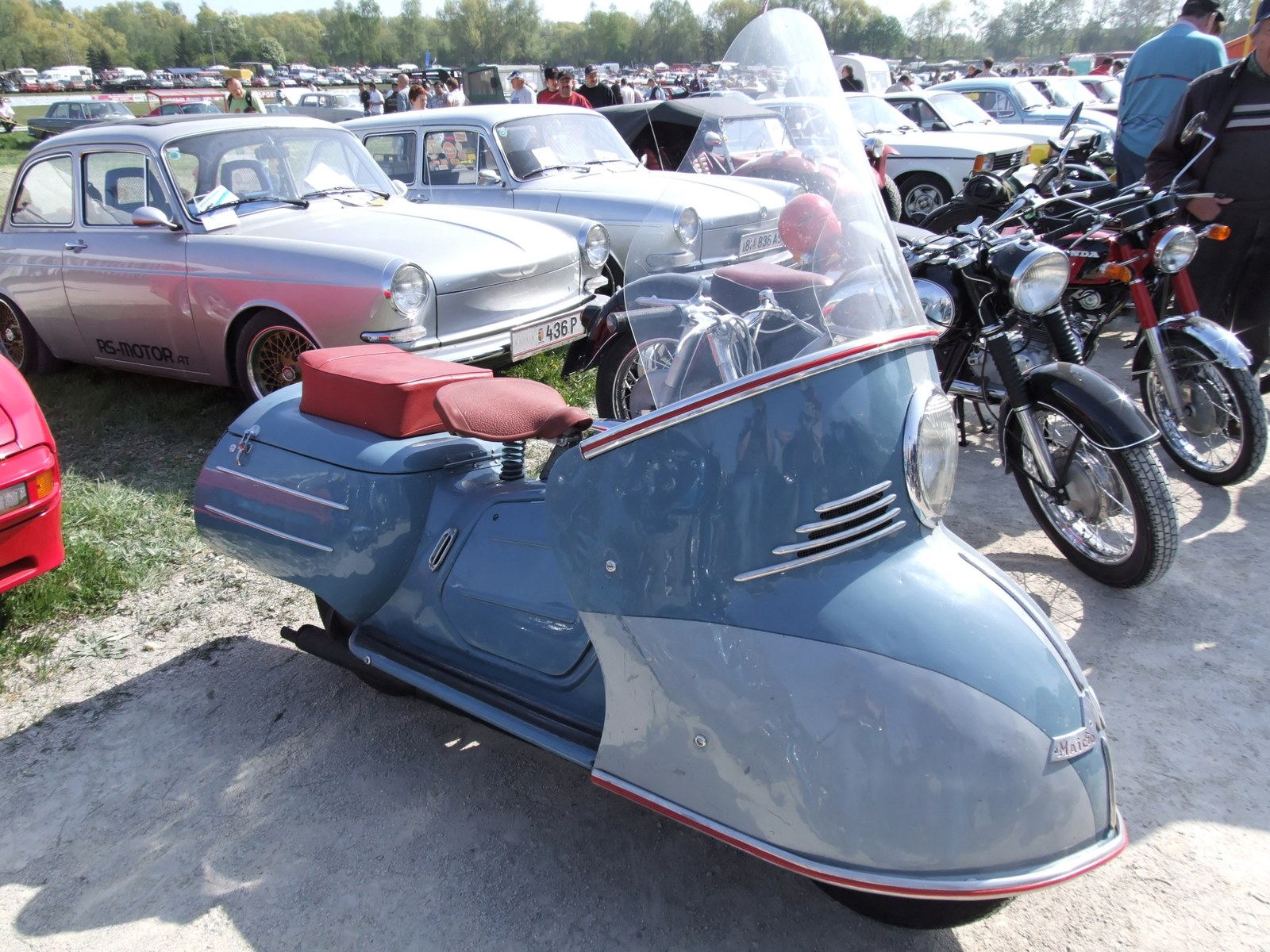
Flying dustbin (ook wel: Trockenhaube)

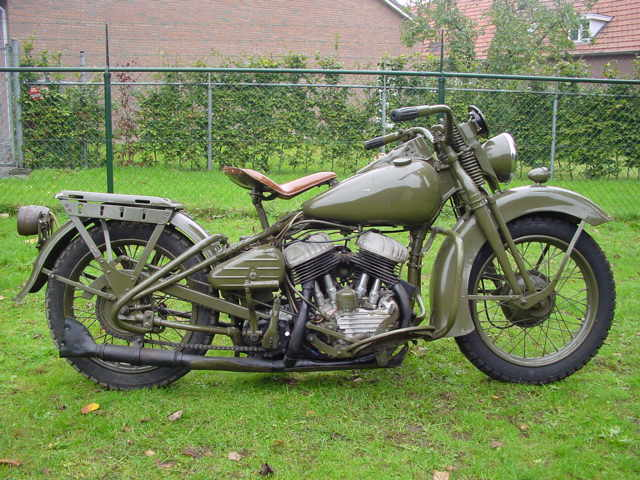
Een forty five: de Harley-Davidson WLA uit 1940

Fabriekscrosser
Crossmachine die in zeer beperkte oplage (enkele stuks) is gebouwd en alleen beschikbaar is voor coureurs van de fabrieksteams.
Fabrieksmachine
Wedstrijdmotor die door de fabriek geprepareerd is. Zie ook fabrieksracer.
Fabrieksracer
Racemachine die in zeer beperkte oplage (enkele stuks) is gebouwd en alleen beschikbaar is voor coureurs van de fabrieksteams. Zie ook productieracer.
Fabrieksrijder
Coureur die een fabrieksmachine ter beschikking heeft.
Fabrieksteam
Wegrace- of motocrossteam dat een fabrieksrijder ondersteunt.
Factory Ape Hanger
zie Ape Hanger.
Fanny B
Bijnaam van het Britse merk Francis-Barnett.
Far out voorvork
(Harley-Davidson). Lange, onderuit gezakte voorvork voor choppers.
Fast Freddie
Bijnaam van wegracecoureur Freddie Spencer. Toen het slechter ging met Spencer werd het eerst Fat Freddie en later zelfs Past Freddie.
Fat Bob tank
Tanktype van Harley-Davidson, oorspronkelijk toegepast op de Electra Glide, maar later als accessoire toegepast op o.a. de Wide Glides en de Low Rider om de actieradius te vergroten.
Fat Freddie
zie Fast Freddie.
Fearless
Bijnaam van de coureur Charles Balke, die in het begin van de 20e eeuw vooral bekendheid kreeg door zijn deelname aan board track races. Daar kon je ook geen angst bij gebruiken, want de machines hadden geen remmen en het gas stond altijd open. Ze konden alleen gestopt worden door de ontsteking te onderbreken. Bovendien waren de houten banen meestal spekglad van de verloren olie.
Fenderkiss
Een Fenderkiss is een sprong bij Freestyle motocross waarbij de rijder in de lucht zijn voorspatbord kust.
Fendertrim
zie Bull bar.
Fiets
Onder motorrijders gebruikelijke benaming voor de motorfiets.
Fietspomp
Slecht werkende schokdemper.
Filesurfen
Als motorrijder tussen de files doorrijden, waarvoor vaak behoorlijke behendigheid vereist is.
Fizzer
Koosnaam voor een Yamaha FZR
Flaporen
de boxermotoren van bijvoorbeeld BMW, die ook "hangtieten" worden genoemd.
Flapperbracket
zie duo seat.
Flat bar
zie drag bar.
Flat fender
Vlak gevormd achterspatbord dat in de jaren zestig en zeventig populair was bij choppers. Ook wel Sleek Bob genoemd.
Flat four
Engelse benaming voor de viercilinder boxermotor.
Flat handle
zie drag bar.
Flat six
Engelse benaming voor de zescilinder-boxermotor.
Flat twin Brough
Om de motorfietsen van de merken Brough en de Brough Superior uit elkaar te houden werden de Brough-machines Flat twin Brough (naar de door William Brough gebruikte ABC-boxermotor) en V-twin Brough (naar de door George Brough gebruikte JAP V-twin) genoemd.
Flathead
Flathead is de bijnaam voor de Harley-Davidson zijklepmotoren, vanaf de VLH-zijklepper uit 1936. Omdat er geen kleppenmechanisme in deze cilinderkoppen zat waren ze verhoudingsgewijs plat uitgevoerd. De motorblokken van dit Amerikaanse merk wijzigen slechts mondjesmaat, waardoor elk blok een eigen bijnaam krijgt. Zo zijn er nog de Alloy Head, de Blockhead, de Ironhead, de Knucklehead, de Panhead en de Shovelhead.
Flattank
Motorfiets met een platte tank die veelal tussen twee framebuizen was gemonteerd (één boven en één onder de tank). Tot de uitvinding van de zadeltank (Ariel, 1927) veel toegepast.
Floorboard
Treeplank.
Fluitketel
Bijnaam die vroeger wel voor de Suzuki GT 750 (watergekoelde tweetakt) werd gebruikt, later ook voor de BMW K-modellen vanwege het fluitende geluid dat ze produceren. Zie ook kettle, waterbak, waterbuffel/waterbuffalo en waterorgel.
Fly colors
Het dragen van de clubemblemen. Zie ook colors.
Flying dustbin
(Vliegende vuilnisbak) Engelse bijnaam van de Maico Mobil scooter (1952-1958) die een zeer ruime bekleding had en daardoor veel op een scooter leek. De Duitsers zagen er een droogkap (Trockenhaube) in.
Flying Fin
Dit was de bijnaam van de Finland Finse motorcrosser Heikki Mikkola, maar ook van zijn landgenoot, de wegracer Jarno Saarinen.
Flying Flea
Bijnaam van Darren Barton (wegracecoureur).
Foggy
Afkorting/bijnaam van wegracecoureur Carl Fogarty, die ook King Carl genoemd wordt.
Footshift
Voetbediende versnellingsbak.
Fork caps
Pluggen met ventielen boven op de voorvorkpoten om de voorvork “op lucht te zetten”.
Forty Five
Bijnaam van de Harley-Davidson W-serie. Deze 750cc-zijkleppers (Forty Five staat voor 45 kubieke inches) sleepten het merk door de depressie van de jaren dertig en de beroemde Liberators (WLA 750 en WLC 750) maakten er deel van uit.
Four piper
zie Squariel.
Four
Viercilinder. Voorbeeld: Honda CB 750 Four, Ariel Square Four, Wooler 500 Four.
Franta
Afkorting/bijnaam van de grote Tsjechische coureur František Šťastný, de veel successen met Jawa's behaalde.
Freewheelen
De motor uit laten rollen met uitgeschakelde motor.
Front Fender Grab
Een Front Fender Grab is een sprong bij Freestyle motocross waarbij de rijder in de lucht zijn voorspatbord vastpakt.
Fuchse
Bijnaam van Jürgen Fuchs (wegracecoureur).
Fueler
Een fueler is een dragrace-motor die in de Top Fuel klasse wordt ingezet.
Full Floating seat
Zweefzadel van Harley-Davidson dat met een lange spiraalveer in het frame was bevestigd.